# Las 7 bolas de cristal
Las 7 bolas de cristal (original y en francés: Les 7 boules de cristal) es el decimotercer álbum de Las aventuras de Tintín, la serie de cómics del dibujante belga Hergé. La historia fue serializada en el diario Le Soir, el periódico francófono líder en Bélgica, desde diciembre de 1943 en medio de la ocupación alemana de Bélgica durante la Segunda Guerra Mundial. La historia fue cancelada abruptamente después de la liberación de los aliados en septiembre de 1944, cuando Hergé fue acusado de colaborar con los alemanes y se le prohibió trabajar. Después de que fuese absuelto dos años más tarde, la historia volvió a ser serializada semanalmente, esta vez en la nueva revista Tintín de septiembre a diciembre de 1946. La historia gira en torno a las investigaciones del joven periodista Tintín y su amigo el capitán Haddock, sobre el secuestro de su amigo, el profesor Tornasol y su conexión con una misteriosa enfermedad que ha afectado a los miembros de una expedición arqueológica a Perú.
Las 7 bolas de cristal fue un éxito comercial y se publicó en forma de libro por Casterman poco después de su conclusión. Hergé concluyó el arco comenzado en esta historia con El templo del Sol, mientras que la serie en sí se convirtió en una parte definitoria de la tradición del cómic franco-belga. Los críticos han calificado Las 7 bolas de cristal como una de las mejores aventuras de Tintín, descrita como una de las tramas más aterradoras en la serie. La historia fue adaptada para la película de Belvision de 1969, Tintín en el templo del Sol y de la serie animada de 1991 Las aventuras de Tintín por Elipse y Nelvana.

## Argumento
El joven periodista Tintín, su perro Milú y su amigo el capitán Haddock pasan una noche en un music hall. Allí, son testigos del espectáculo del faquir Ragdalam y su clarividente, madame Yamilah, que predice la enfermedad de uno de los miembros de la expedición Sanders-Hardmuth, que recientemente regresó de una expedición arqueológica a las montañas de los Andes. También asisten al acto de un lanzador de cuchillos quien Tintín reconoce como el general Alcázar, el expresidente de San Theodoros. Tintín y el capitán se reúnen con él entre bastidores y Alcázar les presenta a su asistente indio, Chiquito, y descubren que fue depuesto (una vez más) por su rival el general Tapioca.

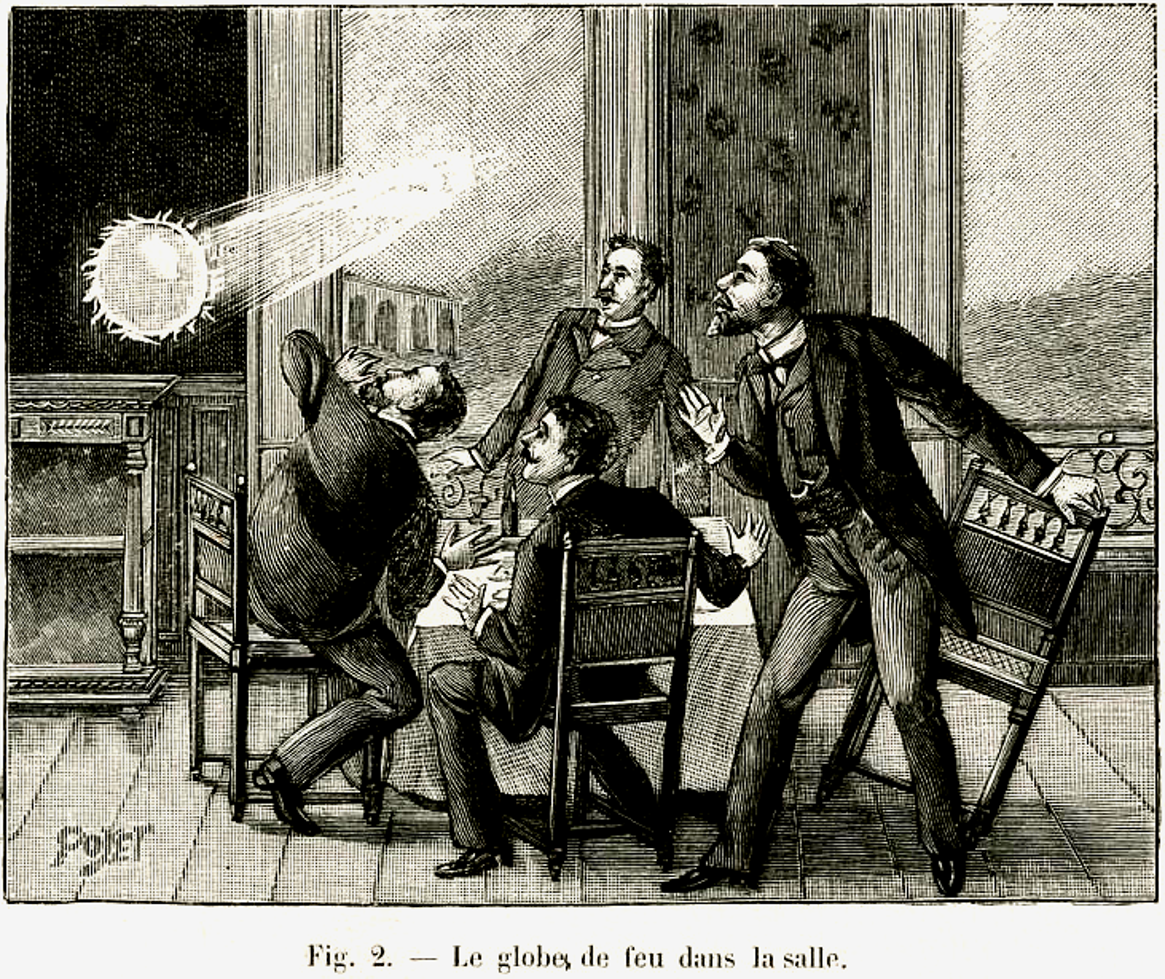
Una esfera luminosa entra por la chimenea de la mansión del profesor Bergamotte y sorprende a Tintín, Haddock, Tornasol y Bergamotte, para después hacer desaparecer la momia del rey inca Rascar Capac.

Al día siguiente, se enteran de que Sanderst Harmuth, Marc Charlet, Laupebin, Cantonneau, Clairmont y Hornet están cayendo en un misterioso letargo, con fragmentos de una bola de cristal rota que se encuentra siempre cerca de cada víctima. Preocupados por estos hechos, Tintín, Haddock, y su amigo, el profesor Tornasol visitan la mansión de su viejo amigo el profesor Hipólito Bergamotte, el único miembro de la expedición que aún no se ha visto afectado. El profesor Bergamotte es puesto bajo vigilancia policial y muestra a sus visitantes el cuerpo momificado del rey inca Rascar Capac, que la expedición se llevó también de Perú. Una tormenta de rayos cae sobre la mansión y envía una esfera luminosa por la chimenea que provoca que la momia se evapore. Bergamotte afirma que esto refleja la culminación de la profecía de Capac, que declara que el castigo caerá sobre aquellos que profanen su tumba. Tintín, Haddock y Tornasol pasan la noche de tormenta en la casa de Bergamotte y los tres se despiertan por una pesadilla en la que la momia de Capac les lanza una bola de cristal. Bergamotte aparece en estado de letargo en su cama, con los fragmentos de cristal cerca; el atacante había pasado por alto a los guardias al escalar la chimenea. Al día siguiente, Tornasol está caminando en los jardines de la casa de Bergamotte cuando descubre una de las pulseras de la momia, que se pone a sí mismo.

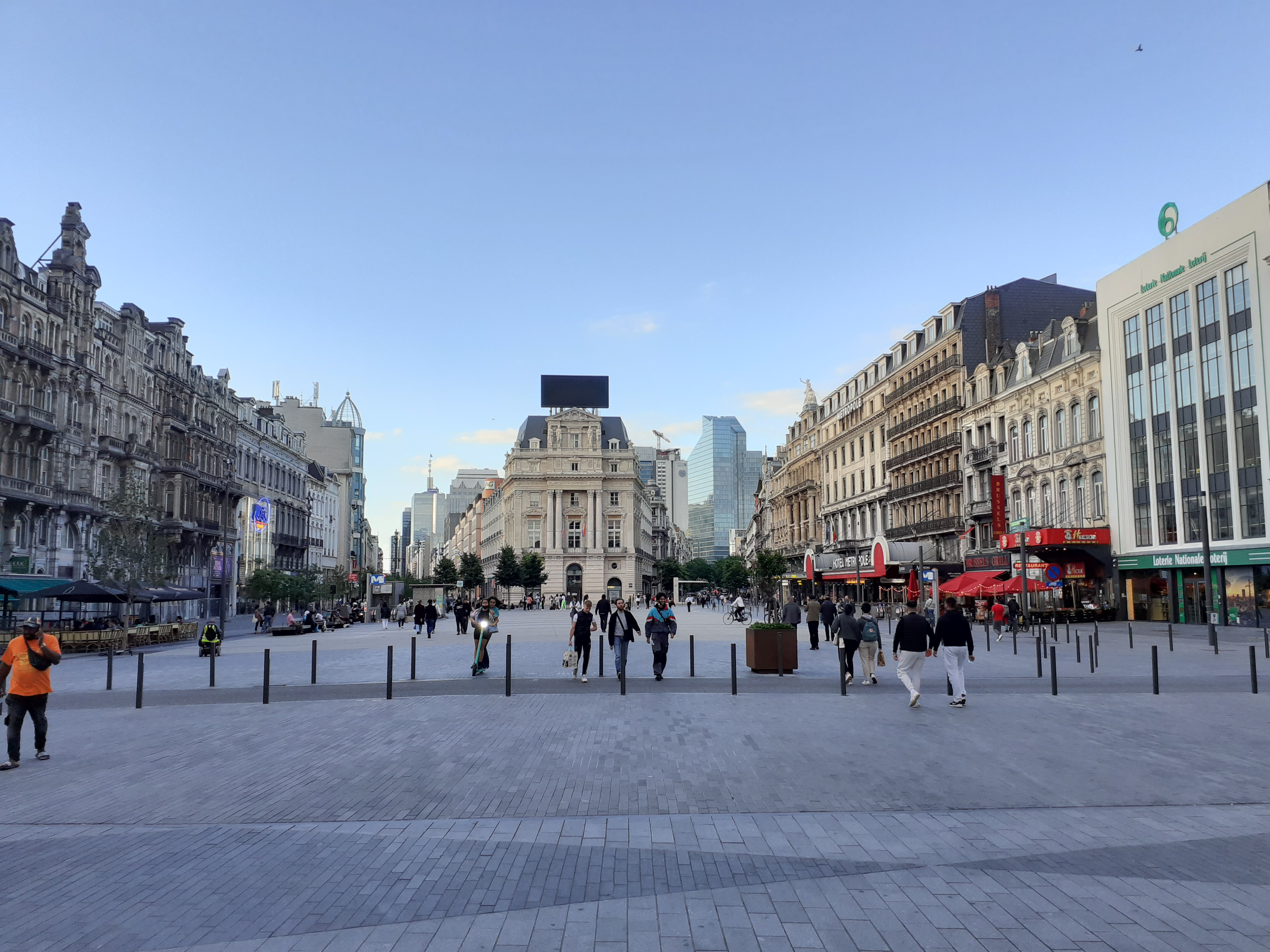
La plaza de Brouckère en Bruselas y el Hotel Métropole, que se puede ver cuando Marc Charlet viaja en taxi con Tintín.

Tintín y Haddock más tarde se dan cuenta de que Tornasol ha desaparecido y conjeturan que ha sido secuestrado por el mismo individuo que ha dejado a Bergamotte en estado de letargo. La policía establece bloqueos de carreteras, pero los secuestradores cambian los coches y son capaces de evadirlos. Tintín visita un hospital, donde se alojan los siete miembros afligidos de la expedición Sanders-Hardmuth; se asombra de que en un momento preciso del día, todos se despiertan y gritan sobre ellos figuras antes de volver a caer en sus estados de letargo. Haddock está muy afectado por el secuestro de Tornasol, pero al enterarse de que la policía ha descubierto el coche del secuestrador en un puerto, él y Tintín llegan allí, creyendo que los secuestradores buscan embarcar con Tornasol y llevarlo al extranjero. En los muelles, Tintín se encuentra con Alcázar a bordo de un barco a América del Sur y revela que Chiquito ha desaparecido diez días atrás –justamente cuando ocurrieron los incidentes con Bergamotte y Tornasol-, que su verdadero nombre es Rupac Inca Huaco y que era uno de los últimos descendientes de los incas. Tintín conjetura que Chiquito debe ser uno de los captores de Tornasol.
Tras haber perdido el rastro de Tornasol, Tintín y Haddock deciden hacer una visita a un viejo amigo del capitán, Chester, que ha atracado en otro puerto cercano. Desafortunadamente, Chester ya partió en su navío, pero descubren el sombrero de Tornasol en los muelles, lo que indica que fue llevado a la mar desde aquí. Investigando, se dan cuenta de que Tornasol debe estar a bordo del Pachacamac, un barco rumbo a Perú, y abordan un vuelo con la intención de interceptar su llegada a El Callao.
Lista de infectados, en orden cronológico;
- Sanders-Hardmuth
- Clairmont
- Laubépin
- Cantonneau
- Marc Charlet
- Hornet
- Hipólito Bergamotte

## Historia

### Contexto y antecedentes

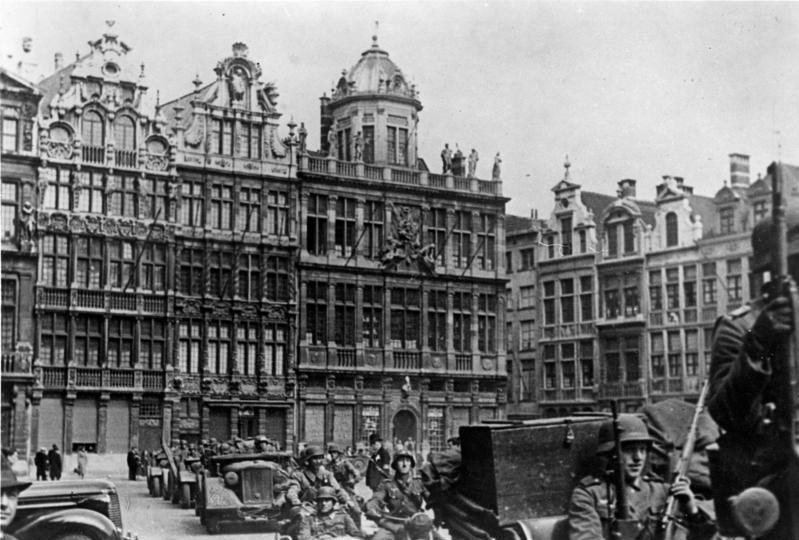
Tropas nazis en la Grand Place, el centro de Bruselas, en 1940.

En medio de la ocupación alemana de Bélgica durante la Segunda Guerra Mundial, Hergé había aceptado un puesto de trabajo para Le Soir, el diario más importante de habla francesa de Bélgica. Confiscado a sus propietarios originales, las autoridades alemanas permitieron a Le Soir volver a abrir bajo la dirección del editor belga Raymond de Becker, aunque se mantuvo firmemente bajo el control nazi, apoyando el esfuerzo de guerra alemán y abrazar el antisemitismo. Al unirse a Le Soir el 15 de octubre de 1940, Hergé se vio favorecido por su viejo amigo Paul Jamin y el dibujante Jacques Van Melkebeke. Algunos belgas estaban molestos de que Hergé estuviese dispuesto a trabajar para un periódico controlado por el gobierno nazi de ocupación, a pesar de que fue fuertemente atraído por el tamaño de los lectores de Le Soir, que alcanzó los 600 000. Frente a la realidad de la supervisión nazi, Hergé abandona los temas políticos manifiestos que habían impregnado gran parte de su trabajo anterior, en lugar de adoptar una política de neutralidad. Sin la necesidad de satirizar tipos políticos, el productor de entretenimiento y autor Harry Thompson observó que Hergé «se centra ahora más en la trama y en el desarrollo de un nuevo estilo de comedia de carácter. El público reaccionó positivamente».

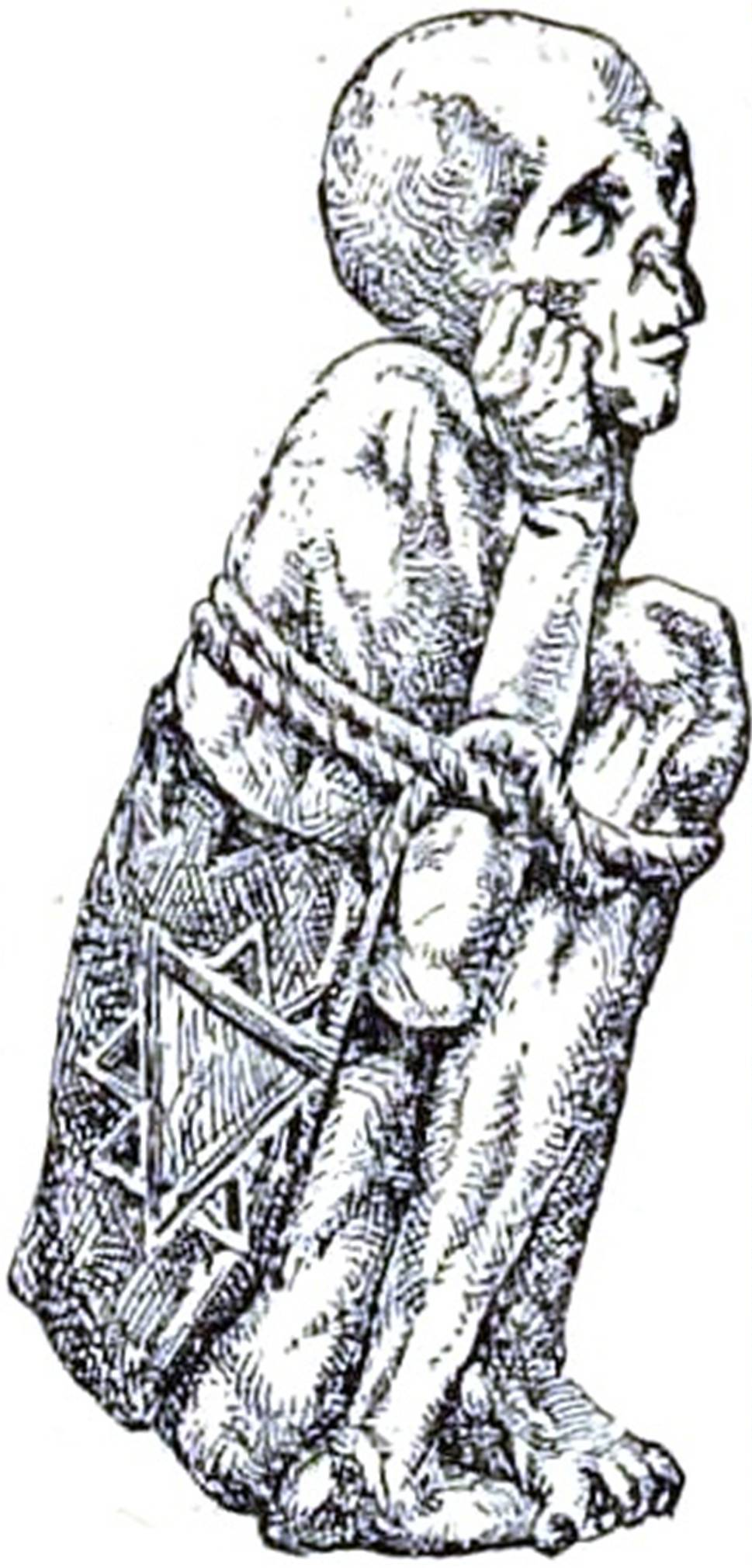
Momia chachapoya en la enciclopedia Larousse, inspiración para Rascar Capac.

Tras la culminación de su anterior aventura de Tintín, El tesoro de Rackham el Rojo, Hergé había acordado una propuesta de que el periódico podría incluir una historia de detectives que gira en torno a sus personajes, Hernández y Fernández. Bajo el título Dupont et Dupond, détectives, Hergé proporcionó las ilustraciones mientras que la historia fue escrita por el autor del crimen de Le Soir Paul Kinnet. Si bien esto se publicó por entregas, Hergé comenzó a contemplar las ideas para su nueva aventura de Tintín, jugando con la idea de una historia que rodea a una peligrosa invención que Tornasol había desarrollado. La historia probablemente se inspiró en un artículo escrito por el corresponsal científico de Le Soir, Bernard Heuvelmans, y pese a que Hergé no lo utilizó en ese momento, revivió una década más tarde como base para El asunto Tornasol.
Al igual que con dos historias anteriores de Hergé, El secreto del unicornio y El tesoro de Rackham el Rojo, Las siete bolas de cristal fue diseñado como parte de un doble arco de la historia, que concluiría con el todavía sin nombre Templo del Sol. Hergé había previsto para la primera historia presentar un misterio, mientras que en la segunda parte sus personajes emprenden una expedición para resolverlo. El uso de la maldición de una momia en torno al cual giraba la narrativa se inspiró en los cuentos de una maldición de los faraones en 1922 con el descubrimiento de la tumba del faraón Tutankamón por el arqueólogo Howard Carter. Esta no era la primera vez que Hergé se inspiró en esta historia sensacionalista, ya que previamente lo hizo para Los cigarros del faraón.
En otoño de 1943, Hergé decidió que quería que Edgar P. Jacobs, un compañero dibujante, colaborase con él en Las aventuras de Tintín. Pese a sus dudas iniciales, Jacobs finalmente aceptó en enero de 1944. Los dos se hicieron amigos cercanos y colaboradores artísticos y Jacobs le ayudó en el desarrollo de diversos aspectos de la trama, por ejemplo, el desarrollo de la idea de las bolas de cristal y el título de la historia. Aunque estilísticamente eran diferentes tanto en las formas de ilustración y narrativa, ambos se influyeron en gran medida entre sí. Utilizó también a Jacobs como modelo de quien dibujó varias posturas que adoptan los personajes en la historia. Al igual que Jacobs en “El Rayo U”, utilizó como base para la creación de Rascar Capac el dibujo de una momia chachapoya de la enciclopedia Larousse y no, como mucho tiempo se sostenía, una momia del Museo del Cincuentenario.

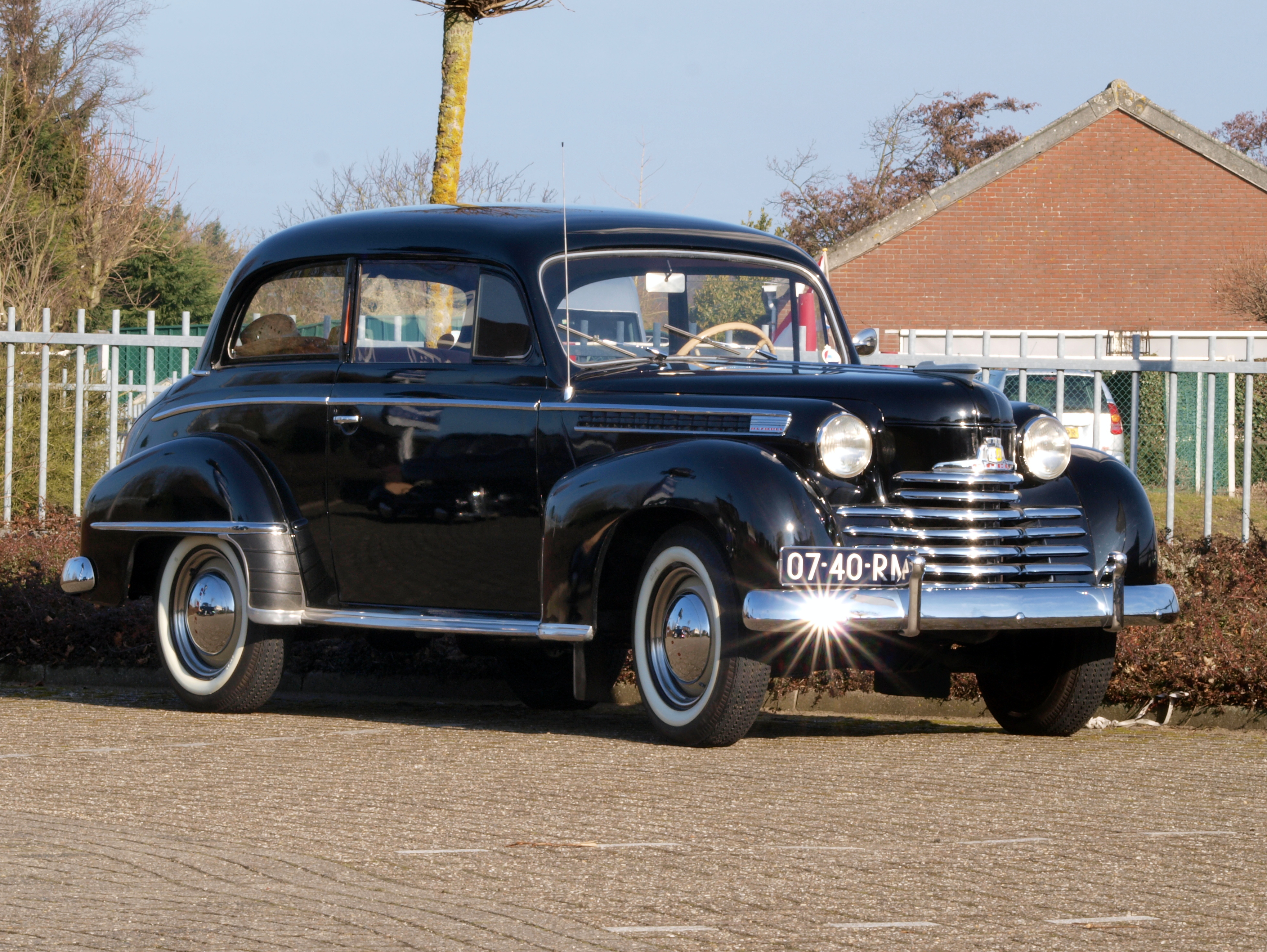
Un Opel Olympia negro como el que aparece en la historieta en el que los secuestradores se llevan al profesor Tornasol.

El director del museo, el profesor Capart, exhibe similitudes con el profesor Bergamotte, un nuevo personaje que Hergé había introducido para la historia. También incluye una serie de personajes que habían aparecido previamente en aventuras anteriores, entre ellos el profesor de Cantonneau en La estrella misteriosa, el general Alcázar en La oreja rota y Bianca Castafiore en El cetro de Ottokar.
El paisaje y el fondo de la historia se ha copiado meticulosamente a partir de fuentes existentes; tipos de modelos de coches como el Opel Olympia 38 en el que los secuestradores de Tornasol escapan de la policía belga fueron extraídas de ejemplos reales, mientras que Hergé se amoldó estrechamente a la realidad del puerto y los muelles de Saint-Nazaire. La casa del profesor Bergamotte se extrae de una mansión real de la Avenida Delleur, en Watermael-Boitsfort, que Jacobs había identificado a efectos de Hergé. Ambos se situaron afuera de la casa y completaron un boceto del edificio. Inmediatamente después, dos coches de color gris con soldados alemanes se detuvieron; la casa había sido requisada por la Schutzstaffel (SS). Hergé se dio cuenta de que, de haber sido descubiertos y dibujando el exterior de la vivienda, ambos habrían sido interrogados.

### Publicación
La historia comenzó la serialización en Le Soir bajo el título de Les Sept Boules de Cristal el 16 de diciembre de 1943. Sin embargo, la salud de Hergé se resintió, ya que se vio afectado por la gripe, sinusitis y otitis. Esto fue acompañado por agotamiento general, depresión y el temor de que en el inminente colapso de la administración alemana, se enfrentaría a las acusaciones como colaborador; muchos acusados de ser colaboradores ya habían sido asesinados por la resistencia belga. Sin fuerzas, el dibujante se tomó un descanso de la producción de Las siete bolas de cristal entre el 6 de mayo y el 6 de julio de 1944, durante el cual apareció un mensaje en Le Soir indicando:

¡Ya vienen! ¿Quiénes? ¿Por qué?, ¡Tintín y Milú, por supuesto! Tal vez, ya que no han oído nada acerca de ellos últimamente, han sentido miedo, estimados lectores, de que algo malo les había sucedido. ¡Nada de eso! Tintín y Milú simplemente están esperando a que nuestro excelente socio y amigo Hergé vuelva a tener mejor salud, ya que ha estado enfermo durante algunas semanas.

La historia volvió a su serialización en Le Soir el 7 de julio, a partir de un resumen de lo que había ocurrido en la historia hasta el momento. Sin embargo, se interrumpió de nuevo el 2 de septiembre de 1944. Bruselas fue liberada de la ocupación alemana por las fuerzas aliadas el 3 de septiembre, en la que Le Soir cesó inmediatamente su publicación. Hergé se había visto obligado a abandonar la historia después de 152 tiras, el equivalente a cincuenta páginas del volumen en libro publicado más tarde. La historia había quedado detenida después de la escena en la que Tintín deja el hospital después de ver los siete miembros de la expedición que tiene un brote simultáneo. Tres días más tarde todo el personal fue despedido y se contrató un nuevo equipo de redacción.

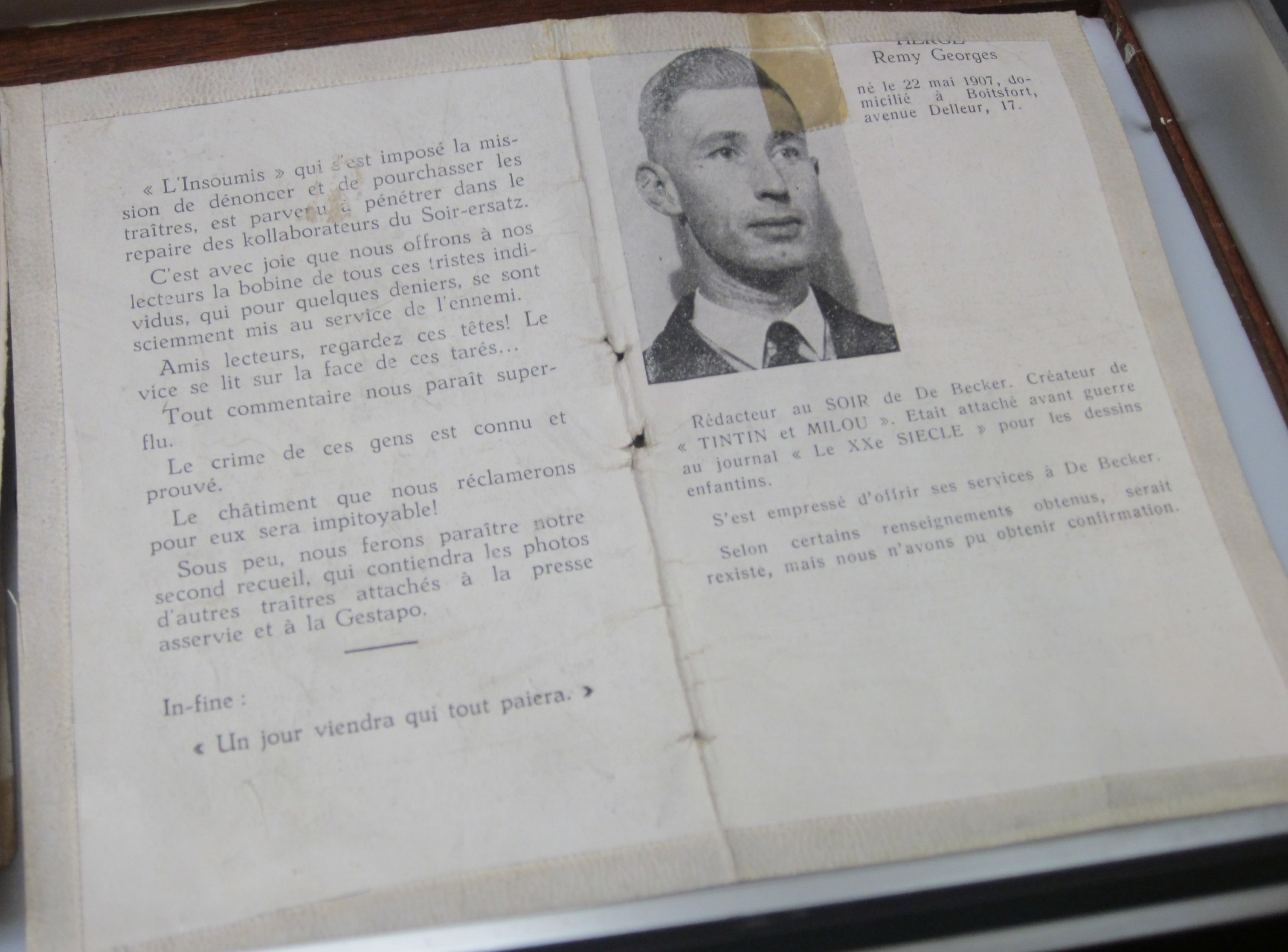
Folleto en el que la Resistencia Belga denuncia a Hergé como traidor y colaborador nazi. Hergé nunca ocultó su odio hacia este movimiento.

Hergé fue detenido el 3 de septiembre, después de haber sido acusado de colaborador nazi en un documento de la Resistencia Belga conocida como la «Galería de los traidores». Este sería el primero de las cuatro incidentes en los que Hergé fue detenido y liberado: por la Seguridad del Estado, la Policía Judicial, el Movimiento Nacional de Bélgica y el Frente por la independencia, durante el cual pasó una noche en la cárcel. El 8 de septiembre, el Cuartel General Supremo de la Fuerza Expedicionaria Aliada emitió una proclama anunciando que «cualquier periodista que hubiese ayudado a publicar un periódico durante la ocupación era, por el momento, impedido de ejercer su profesión». Su nombre apareció en la lista negra, por lo que Hergé se encontraba sin empleo. Un periódico estrechamente asociado con la resistencia belga, La Patrie, emitió una tira titulada Las aventuras de Tintín en el país de los nazis, en el que Hergé fue satirizado como colaborador.
Ese período fue testigo de acusaciones generalizadas contra supuestos colaboradores. Los tribunales militares llegaron a condenar a 30 000 personas por cargos menores y 25 000 por cargos más graves. De ellos, 5 500 fueron condenados a cadena perpetua o pena de muerte. Una investigación judicial sobre el caso de Hergé fue llevada por el fiscal adjunto, el Sr. Vinçotte, aunque en su informe instó a indulgencia, afirmando que «me siento inclinado a cerrar el caso. Creo que traería el total ridículo al sistema judicial perseguir a un autor e ilustrador de inofensivos libros para niños. Por otro lado, Hergé trabajó para Le Soir durante la guerra y sus ilustraciones son las que hacían que la gente comprase el periódico». No podía trabajar para la prensa, por lo que Hergé trabajó desde su casa redibujó y Jacobs coloreaba las Aventuras de Tintín más antiguas para su publicación en libro por la editorial Casterman, completando la segunda versión de Tintín en el Congo y comenzando con El cetro de Ottokar. Casterman apoyó a Hergé lo largo de su calvario, por lo que se mantuvo siempre agradecido. Él y Jacobs produjeron una tira cómica con el seudónimo de «Olaf», aunque ningún editor aceptó. A pesar de que este período le permitió escapar de la presión de la producción diaria, que había afectado a la mayor parte de su vida laboral, también tenía problemas familiares para hacer frente; su hermano Paul regresó a Bruselas desde un campo de prisioneros de guerra alemán, su madre experimentaba problemas psicológicos y fue trasladada a un hospital psiquiátrico.
En octubre de 1945, Hergé fue abordado por Raymond Leblanc, un exmiembro de un grupo de la resistencia conservadora, el Movimiento Nacional Monárquico (MNR), y sus colaboradores André Sinave y Albert Debaty. El trío planeó el lanzamiento de una revista semanal para niños. Leblanc, que tenía recuerdos infantiles de Tintín en el país de los Soviets, pensó que Hergé sería ideal para él. Hergé aceptó y Leblanc obtuvo los documentos legales que le permitían volver a trabajar. Preocupado por la investigación judicial sobre las afiliaciones en tiempo de guerra de Hergé, Leblanc convenció a William Ugeux, líder de la resistencia belga que estaba ahora a cargo de la censura y los certificados de buena ciudadanía, echar un vistazo al archivo del ilustrador. Ugeux llegó a la conclusión de que Hergé había sido «un torpe en lugar de un traidor» por su trabajo en Le Soir. La decisión de si Hergé sería enjuiciado pertenecía al auditor general del Tribunal Militar, Walter Ganshof van der Meersch. Se cerró el caso el 22 de diciembre de 1945, declarando que «en lo que se refiere al carácter particular inofensivo de los dibujos publicados por Remi, presentar esto ante un tribunal de guerra sería inapropiado y arriesgado».

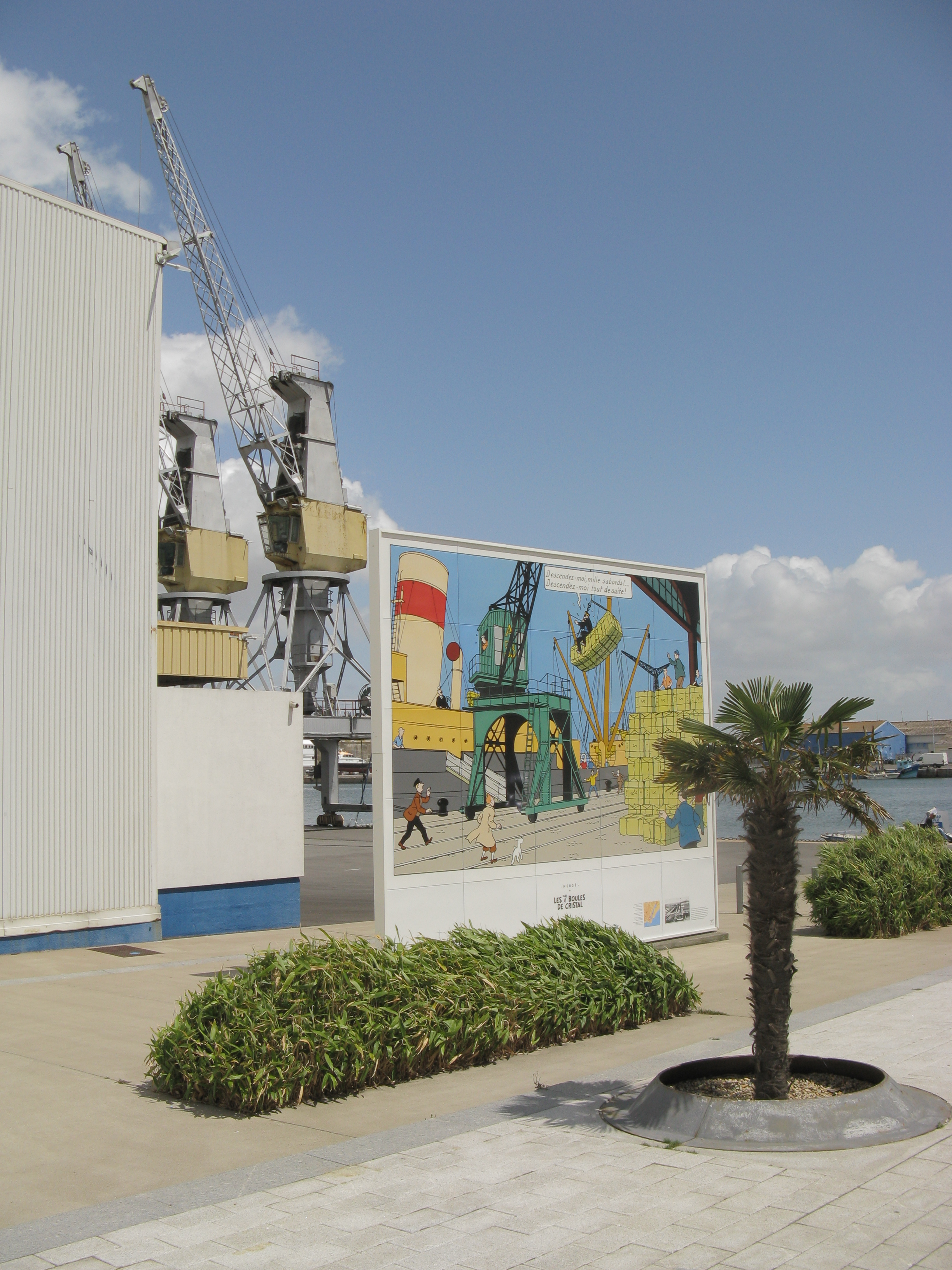
Reproducción e una viñeta en el puerto de Saint-Nazaire

Ahora libre de amenazas de procesamiento, siguió apoyando a sus colegas en Le Soir que estaban siendo acusados como colaboradores; seis de ellos fueron condenados a muerte, y otros a largas penas de prisión. Entre los condenados a muerte estaba el amigo de Hergé, Paul Jamin, pero su pena fue conmutada por la de cadena perpetua. En mayo de 1946, Hergé recibió un certificado de buena ciudadanía, que se convirtió en gran medida necesario para obtener un empleo en la Bélgica de posguerra. Sin embargo, las celebraciones se vieron empañadas por la muerte de su madre a los 60 años de edad en abril de 1946. Harry Thompson ha descrito este período posterior a la guerra como «la conmoción más grande» de la vida de Hergé. El dibujante más tarde describió ese momento como «una experiencia de intolerancia absoluta. Fue horrible, ¡horrible!». En su opinión, los juicios de la posguerra hacia colaboradores fue una gran injusticia infligida a muchas personas inocentes y nunca perdonó a la sociedad belga por la forma en que había sido tratado, a pesar de que ocultó esto de su imagen pública.
La nueva revista de Leblanc fue titulada Tintín por consejo de Sinave, quien creía que esto ayudaría a atraer a una amplia audiencia. Con el lema de «El Periódico para los jóvenes de 7 a 77», el logotipo de la revista contó con el propio personaje de Tintín. Inspirado por el ejemplo de Le Petit Vingtième, la revista Tintín iba a ser semanal, centrada en el héroe del mismo nombre. Las aventuras de Tintín serializarían dos páginas por semana, acompañado de otros cómics franco-belgas. Por primera vez, las aventuras serían en color desde el principio. Hergé reunió un equipo de artistas con el propósito, entre ellos Edgar P. Jacobs y Jacques Van Melkebeke, de convertirse en editor jefe de la revista. Hergé continuó en el punto donde había dejado Las siete bolas de cristal, antes de embarcarse en El templo del Sol, aunque ambos fueron publicadas bajo el título de Le Temple du Soleil. En lugar de volver a serializar la historia desde sus inicios, comenzó la nueva revista con un resumen de la historia hasta ese momento, presenta como un recorte de prensa. La revista fue un éxito instantáneo, ganando pronto una circulación semanal de 100 000 ejemplares en Bélgica y los Países Bajos. La serialización de Las siete bolas de cristal finalmente concluyó el 22 de abril de 1948, cuatro años y medio después de que hubiera comenzado.

### Reedición
Al igual que en anteriores aventuras, comenzó la serialización en el diario católico francés Cœurs Vaillants, desde el 19 de mayo de 1946. Después de que la historia había terminado la serialización, la editorial Casterman lo dividió en dos volúmenes, Les Sept Boules de Cristal y Le Temple du Soleil, los cuales lanzaron en 1948 y 1949, respectivamente. Una de las escenas que se habían encontrado en Le Soir, en el que Haddock es humillado por la clarividente en el teatro, fue retirado de la historia cuando estaba siendo reordenada en forma de libro. El libro contenía fondos adicionales que no se encuentran en la historia seriada original que había sido elaborado por Jacobs.
En su edición en inglés de Methuen en 1963 se modificaron una serie de nombres de lugares de habla francesa; por ejemplo, el puerto de Saint-Nazaire se renombró Westermouth, que, según el autor Michael Farr, fue probablemente inspirado por el verdadero pueblo costero inglés de Weymouth. Como la traducción en inglés se publicó después de la traducción en inglés de otras aventuras de Tintín, que en realidad habían sido creadas más tarde que Las siete bolas de cristal, en la versión en inglés se hacen referencias a acontecimientos que se producen en El asunto Tornasol y Stock de coque.

## Acogida de la crítica
El biógrafo Benoît Peeters describió Las siete bolas de cristal como «la más aterradora de Las aventuras de Tintín». Cree que en esta historia, Hergé había caído bajo la clara influencia de Jacobs, pues «la decoración se vuelve más exuberante; los detalles más claros. Ya no aparecen más calles dibujadas por unas pocas líneas, pósters monocromáticos o personajes que caminan por el borde del marco». Por otra parte, señaló que «en esta historia, Hergé produjo una apasionante historia que fue más lejos que cualquier otra en la dirección de lo sobrenatural». Su colega biógrafo Pierre Assouline cree que Las 7 bolas de cristal logra «una integración más completa de la narrativa y las ilustraciones» que las anteriores aventuras, y que a partir de ese momento, sus libros «empiezan a formar un cuerpo coherente de trabajo, una obra».

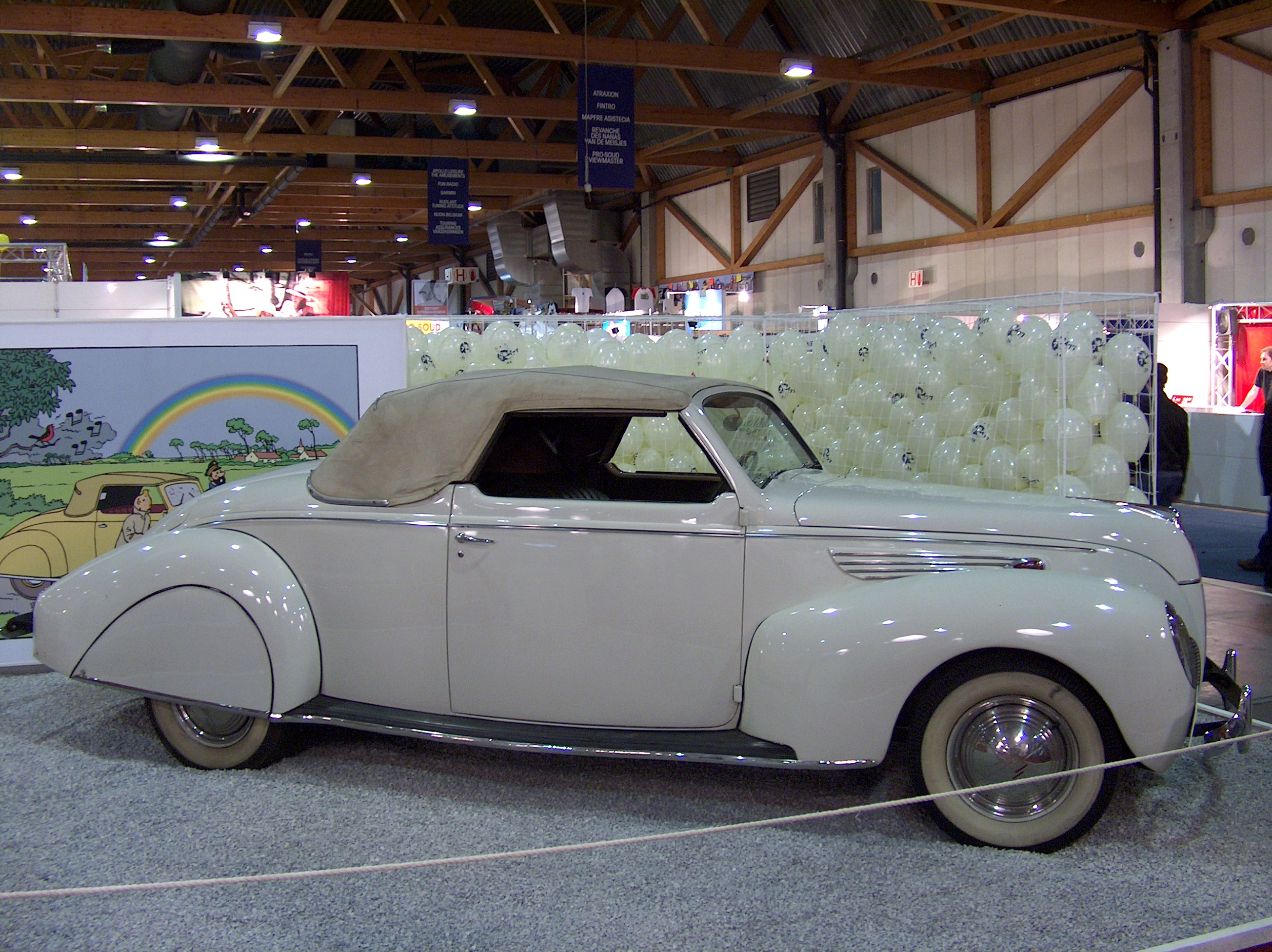
El Lincoln Zephyr, modelo usado por Hergé en la historieta. En la imagen, modelo real en una exposición de vehículos de Tintín en Bruselas (2006).

Harry Thompson declaró que el «tema principal» del Las siete bolas de cristal era «el miedo a lo desconocido», y agregó que, si bien hizo mezclar el humor con la amenaza, se mantuvo como «el libro más aterrador de Hergé». Observó que la historia marca la transición completa del capitán Haddock del «borracho lamentable» que solía ser presentado, como en El cangrejo de las pinzas de oro, a la posición de «ayudante en jefe y atracción cómica», mientras que Milú es relegado a la posición de «perro normal».
Michael Farr describió tanto Las siete bolas de cristal como El templo del Sol como «período medio-clásico de Tintín», al comentar sobre su «narrativa sorprendentemente bien equilibrada» y señalando que exhibe escasa evidencia de la turbulenta vida personal de Hergé. En su opinión, Las siete bolas de cristal guarda «un aire de fatalidad» que impregna el ambiente de Europa en ese momento en un grado aún mayor que Hergé había hecho en su anterior trabajo, La estrella misteriosa. Al mismo tiempo, Farr pensó que era «una simple historia de detectives», comparando la búsqueda de pistas por parte de Tintín con respecto a la desaparición del profesor Tornasol con las historias del detective de ficción Sherlock Holmes de Arthur Conan Doyle. Farr admitió que la historia era «verdaderamente Hitchcockiana en cuanto a suspense y su presentación bastante cinematográfica», comparando el uso del music-hall en la historieta con su uso en la película de Hitchcock, Los 39 escalones (1935). Farr sugiere que en la escena en la que se sienta alrededor de un abatido Haddock en Moulinsart en espera de noticias de Tornasol, «Hergé se había permitido ponerse en el pellejo de Haddock y convertir esa escena en una imagen autobiográfica».
Jean-Marc Lofficier y Randy Lofficier creen que el doble arco de la historia representa «un salto más adelante en habilidades gráficas y narrativas de Hergé» como resultado de la transición a todo color de dobles páginas como el medio inicial de publicación. Observaron que Las siete bolas de cristal está «bañada en una atmósfera surrealista que Hergé supo crear muy bien», con Tintín enfrentándose a «una fuerza oscura y opresiva digna de una película de Hammer». Afirmaron que el personaje del profesor Bergamotte era «a la arqueología lo que Haddock es el mar», y añadió que Marc Chalet parecía un Tintín mayor con el pelo más oscuro. En última instancia, otorgaron a las dos historias cinco estrellas de cinco.
El crítico literario Tom McCarthy elogió el carácter de Bergamotte, indicando que emana una presencia «más allá de lo que podríamos esperar de un novelista, y mucho menos un dibujante». A continuación, comparó el escenario en el que Bergamotte estaba atrapado dentro de su casa con el de El asunto Tornasol en la que el profesor Tornasol estaba atado en su casa. También identificó los elementos dentro de la historia que creía que refleja temas recurrentes dentro de Las aventuras de Tintín. Sostuvo que la forma en que Alcázar se presentó como amigo de Tintín en esta historia fue una manifestación del tema recurrente de la amistad. Él pensó que la aparición de las joyas de Rascar Capac refleja el uso de Hergé de las joyas como un tema a lo largo de la serie, mientras que la supresión de la momia de su tumba fue una manifestación de la idea recurrente de la tumba.
En su estudio psicoanalítico de Las aventuras de Tintín, el académico Jean-Marie Apostolidès cree que Las siete bolas de cristal-El templo del Sol refleja un enfrentamiento entre civilizaciones, entre lo sagrado y lo secular. También se refirió a la posición de Haddock en la historia, señalando que la escena en el teatro en la que la máscara de la cabeza de un toro cae sobre la cabeza de Haddock «refleja uno de los temas más constantes de Hergé: la unión de humanos y animales». Añadió además la opinión de que la transformación de Haddock de marinero a caballero del país no era creíble. Sugirió que la aparición de Yamila y Castafiore al comienzo de la historia inyecta «un elemento femenino en la historia», lo que representó un intento de «redondear la familia de Haddock», que estaba dominado por las figuras masculinas de Tintín, Tornasol y Milú. Además, sostuvo que el secuestro de Tornasol representaba un «rito de paso» que permitiría que se uniera a la familia de Tintín y Haddock.